# Samuel Lee (schoonspringer)
Samuel (Sammy) Lee (Fresno, 1 augustus 1920 – Newport Beach, 2 december 2016) was een Amerikaans schoonspringer. Als eerste Aziatische Amerikaan won hij olympisch goud en als eerste man was hij twee edities achter elkaar de kampioen op de toren.

## Biografie
Nadat Lee in 1943 slaagde aan het Occidental College, begon hij met de studie geneeskunde aan de University of Southern California en ging hij dienen in de United States Army. Lee, die van Koreaanse komaf was, won in 1942 zijn eerste AAU-titel op de plank en stopte toen tijdelijk met de sport om zich te richten op zijn carrière als arts. Hij pakte het echter al snel weer op: in 1946 werd hij AAU-kampioen op de toren. Hij bemachtigde op de Pan-Amerikaanse Spelen van 1951 twee medailles: zilver en brons. Als eerste man wist hij de olympische titel op de toren twee keer op rij te winnen. Toen hij zijn sportcarrière beëindigde, ging hij verder als coach; een van zijn pupillen is tweevoudig olympisch kampioen Bob Webster. Lee kreeg in 1953 de James E. Sullivan Award uitgereikt.
In 1960 coachte hij het Amerikaanse schoonspringteam op de Olympische Zomerspelen in Rome. Daarnaast was hij ook jurylid bij schoonspringwedstrijden. Vanuit zijn professionele carrière was hij als kno-arts gespecialiseerd in ooraandoeningen. Er zijn diverse locaties naar hem vernoemd, zowel vanwege zijn sportieve prestaties als die vanuit zijn werkgebied. Verder werd hij in 1968 opgenomen in de International Swimming Hall of Fame en in 1990 in de United States Olympic Hall of Fame.
Lee huwde in 1950 en kreeg twee kinderen. Hij overleed in 2016.

## Erelijst
- Olympische Zomerspelen: 2x , 1x
- Pan-Amerikaanse Spelen: 1x , 1x

1904 George Sheldon · 
1908 Hjalmar Johansson · 
1912 Erik Adlerz · 
1920 Clarence Pinkston · 
1924 Albert White · 
1928 Peter Desjardins · 
1932 Harold Smith · 
1936 Marshall Wayne · 
1948 Samuel Lee · 
1952 Samuel Lee · 
1956 Joaquín Capilla · 
1960 Robert Webster · 
1964 Robert Webster · 
1968 Klaus Dibiasi · 
1972 Klaus Dibiasi · 
1976 Klaus Dibiasi · 
1980 Falk Hoffmann · 
1984 Greg Louganis · 
1988 Greg Louganis · 
1992 Sun Shuwei · 
1996 Dmitri Saoetin · 
2000 Tian Liang · 
2004 Hu Jia · 
2008 Matthew Mitcham · 
2012 David Boudia · 
2016 Chen Aisen · 
2020 Cao Yuan · 
2024 Cao Yuan
- Library of Congress Control Number: n78032084
- Virtual International Authority File: 8642566
- WorldCat: E39PBJbGVk6yBVHtqBXfPmwjYP